# Orleanista

Brasão da Casa de Orleães.

Os orleanistas foram uma facção ou partido político francês que surgiu após a Revolução Francesa. Seu nome advém dos Orleães, ramo da Casa de Bourbon, tidos como os líderes do grupo. Foram perdendo importância na cena política francesa, especialmente após o estabelecimento da Terceira República.
Os monárquicos seus oponentes são chamados de legitimistas.

## Origens
Os orleanistas objetivavam encontrar um meio-termo entre o princípio monárquico e os "direitos do homem", como foram estabelecidos pelos líderes da revolução de 1789 e que passaram a ser defendidos pelos príncipes do ramo de Orleães.
Durante o período inicial da revolução, Luís Filipe II, duque de Orleães, que não simpatizava com seu parente, o rei Luís XVI, e com a consorte do mesmo, a rainha Maria Antonieta, naturalmente assumiu a posição de defensor dos realistas liberais. Foi um pequeno passo a se tornar candidato liberal ao trono, o qual o filho de Luís Filipe, o também Luís Filipe, eventualmente assumiria.
O ramo mais velho dos Bourbon — representado por Luís XVIII e posteriormente por seu último descendente, Henrique V — estava preparando uma constituição, reconhecendo direitos e liberdades ao homem, mas insistiu na cláusula de que governavam por "direito divino", retendo assim o poder de conceder privilégios de forma arbitrária.
Essa postura retrógrada ofendeu boa parte da população, que concluiu que direitos concedidos como favor estariam sempre sujeitos à revogação. Assim, aqueles que consideravam a monarquia uma melhor forma de governo do que a república, mas que não estavam dispostos a legar suas liberdades nas mãos duma única pessoa, tornaram-se bonapartistas ou apoiadores dos príncipes d'Orleães, que há muito demonstravam-se dispostos a reinar de forma constitucional e seguindo a vontade popular. Assim, as diferenças entre esses e os legitimistas, apoiadores do ramo mais velho, iam além da questão sucessória.

## História

### Revolução Francesa
A primeira geração de orleanistas envolveu-se com a Revolução. Luís Filipe II, que sob a República assumiu a alcunha Philippe Égalité, votou pela execução do Rei, decapitado por guilhotina em 1793.
À parte desses antecedentes, de acordo com Albert Sorel, os orleanistas permaneceram discretos durante o Primeiro Império, retornando à cena quando uma nova onda liberal destronou Luís XVIII e Carlos X.

### Restauração (1815-1830)
Após a restauração dos Bourbon em 1815, os liberais se identificaram com os orleanistas, que rejeitaram o legitimismo tanto quanto o bonapartismo, que de acordo com eles era essencialmente um cesarismo democrático — uma submissão equalitária de todos a um regente despótico.
Os liberais que eram orleanistas encontraram seus líderes em homens como François Guizot, Louis Adolphe Thiers, Achille Charles Léon Victor, duque de Broglie e seu filho Jacques Victor Albert e Jacques Laffitte, entre outros.
Quando a Revolução de Julho de 1830 resultou na queda do ramo mais velho dos Bourbon, os orleanistas entraram em cena. Luís Filipe III d'Orleães, que se tornou rei, marcou o início de grandes mudanças ao se declarar "Rei dos Franceses", em vez do tradicional "Rei da França e Navarra", demonstrando-se em sintonia com o povo.

### Reinado orleanista (1830-1848)
Os orleanistas, não-afeitos ao "poder divino" por um lado e temendo a democracia por outro, inspiraram-se noutros exemplos de monarquias constitucionais liberais, como a britânica, composta dum parlamento representativo. Empenharam-se a estabelecer um sistema semelhante na França, cognominado juste-milieu, um meio-termo entre absolutismo e democracia.

### Segunda República (1848-1852)
A Revolução de 1848, deflagrada em parte devido a erros políticos mas muito à insatisfação dalguns excluídos do "pays legal", retirou o partido orleanista do poder após dezoito anos. Os orleanistas, todavia, continuaram ao longo da Segunda República (1848-1852) e do Segundo Império (1852-1870) gozando de prestígio social e literário, em parte devido à riqueza de alguns membros, chegando mesmo a influenciar a Academia francesa.

### Terceira República (1870-1940)
Quando o Império de Napoleão III foi tragado pela Guerra Franco-Prussiana de 1870-1871, o povo, para o desprazer dos bonapartistas, escolheu uma grande quantidade de outros grupos monarquistas para representá-los na Assembléia conjurada em Bordéus, em 12 de fevereiro de 1872, cuja liderança foi disputada entre orleanistas e legitimistas.
Isso permitiu ao presidente Adolphe Thiers, ele mesmo um orleanista impôr a Terceira República, ainda que a contra-gosto da maioria da Assembléia. Orleanistas e legitimistas cooperaram para expulsar Thiers do poder em 24 de maio de 1873. Após isso, os orleanistas tentaram uma fusão com os legitimistas para fortalecer a causa monárquica. Mas a qüestão do princípio monárquico, a divergência entre o poder divino e a representatividade popular, mostrou-se novamente um empecilho para a união das duas facções.
O sistema republicano foi o eleito nas eleições de 1876 e a crise de 1877 terminou de vez o domínio monárquico. Com a morte do conde de Chambord em 1883, o conde de Paris tornou-se o chefe da Casa de Bourbon de França. A causa monárquica foi, contudo, tendo cada vez menos adeptos, ao ponto de deixar de existir como uma facção política independente.

## Lista de pretendentes orleanistas ao trono francês
- Luís Filipe I, Rei dos Franceses (1830-1848), pretendente de 1848 a 1850.
- Filipe, Conde de Paris (Filipe VII) (1850 - 1894)[1][2]
- Filipe, Duque de Orleães (Filipe VIII) (1894 - 1926)
- João, Duque de Guise (João III) (1926 - 1940)
- Henrique, Conde de Paris (Henrique VI) (1940 - 1999)
- Henrique II, Conde de Paris (Henrique VII) (1999 - 2019)